# 京葉企画開発
京葉企画開発株式会社（けいようきかくかいはつ）は、過去に千葉県千葉市に本社を置いていた、東日本旅客鉄道（JR東日本）の完全子会社（連結子会社）。

## 概説
東日本旅客鉄道千葉支社管内の小規模駅の業務を受託していた。
JR東日本グループ内の再編により、2009年3月31日をもって、グループ各社に事業譲渡の上、千葉車輛整備株式会社（合併後にJR千葉鉄道サービス株式会社に商号変更）に吸収合併され、消滅した。

## 沿革
- 1989年4月4日 - 設立
- 1989年4月4日 - 営業開始
- 2009年3月31日 - 事業譲渡の上、千葉車輛整備株式会社に吸収合併され消滅[2]

## 主な事業
- コンビニエンス事業
  - NEWDAYS 17店舗
- 駅ビル事業（株式会社千葉ステーションビルに事業譲渡）
  - アルカード茂原（茂原駅）
  - いちばん鮮（稲毛海岸駅）
  - 四街道駅ビル（四街道駅）
  - 一直鮮（検見川浜駅）
  - 津田沼駅ビル（津田沼駅）
- ホテル事業 → 株式会社日本ホテルに事業譲渡
  - ホテルドリームゲート舞浜
  - ファミリーオ館山
- その他、駐車場・自動販売機・賃貸店舗などの運営